# Mesoleptus petiolaris
Mesoleptus petiolaris là một loài tò vò trong họ Ichneumonidae.